# Circolo Nautico Posillipo 1993-1994
Questa voce raccoglie le informazioni riguardanti il Circolo Nautico Posillipo nelle competizioni ufficiali della stagione 1993-1994.

## Rosa
| N° |                        | Ruolo | Giocatore                  |
| -- | ---------------------- | ----- | -------------------------- |
|    | Jugoslavia (bandiera)  | P     | Aleksandar Šoštar          |
|    | Italia (bandiera)      |       | Bruno Antonino             |
|    | Italia (bandiera)      |       | Fabio Galasso              |
|    | Stati Uniti (bandiera) |       | Chris Humbert              |
|    | Italia (bandiera)      |       | Giuseppe Porzio (Capitano) |
|    | Italia (bandiera)      |       | Massimo Fiorentino         |
|    | Italia (bandiera)      |       | Gianfranco Salvati         |
|    | Italia (bandiera)      |       | Mario Fiorillo             |

| N° |                   | Ruolo | Giocatore           |
| -- | ----------------- | ----- | ------------------- |
|    | Italia (bandiera) |       | Franco Porzio       |
|    | Italia (bandiera) |       | Fulvio Di Martire   |
|    | Italia (bandiera) |       | Ferdinando Gandolfi |
|    | Italia (bandiera) |       | Piero Fiorentino    |
|    | Italia (bandiera) |       | Carlo Silipo        |
|    | Italia (bandiera) |       | Gennaro Sapio       |
|    | Italia (bandiera) |       | Gianluca Galante    |
|    | Italia (bandiera) |       | D'Abundo Sergio     |